# Nicole Pierre
Nicole Pierre, coniugata Sanchez (Saint-Germain-en-Laye, 14 settembre 1942), è un'ex cestista francese.

## Carriera
Con la Francia ha disputato i Campionati del mondo del 1964 e i Campionati europei del 1964.